# Dharmashastra
Dharmashastra (sanskr. dharma, "rättfärdig" och shastra, "kunskap"), hinduisk religiös lagtext.